# 浜松市立赤佐小学校
浜松市立赤佐小学校（はままつしりつ あかさしょうがっこう）は、静岡県浜松市浜名区の北部に位置する公立小学校である。

## 概要
- 卒業後は浜松市立浜北北部中学校へ進学する。
- 児童数651名（令和6年度）[1]
- 通級指導教室が設置されている[2]。

## 通学区域
- 於呂・根堅
- 尾野（尾野上・尾野中・尾野下町内会）・宮口（尾野上町内会）[3]

## 通級区域
- 赤佐小、中瀬小、北浜小、北浜南小、伎倍小、北浜北小、北浜東小、麁玉小、 新原小、浜名小、内野小、二俣小、上阿多古小、下阿多古小、熊小、 光明小、横山小、犬居小、気田小、佐久間小、浦川小、水窪小[4]